# Romská občanská iniciativa
Romská občanská iniciativa (zkratka ROI) byla československá a česká politická strana vzniklá roku 1989 jako politická platforma reprezentující romské etnikum. Počátkem 90. let působila v alianci s Občanským fórem a získala i parlamentní zastoupení (tehdejší oficiální název Romská občanská iniciativa ČSFR). Po rozdělení ČSFR působila strana samostatně v Česku jako mimoparlamentní formace (do roku 1995 pod názvem Romská občanská iniciativa, pak jako Romská občanská iniciativa ČR). V 90. letech působila samostatně i na Slovensku.

## Dějiny a ideologie
Již koncem roku 1989 se v části romské komunity v Československu začíná organizovat samostatný politický subjekt. 19. listopadu 1989 vzniká přípravný výbor ROI a 21. listopadu je publikováno prohlášení k veřejnosti, šířené formou letáků. K oficiální registraci došlo 2. března 1990. Předsedou se stal Emil Ščuka. ROI se definovala jako otevřená nadideologická politická strana, sdružující všechny občany bez rozdílu národnosti a vyznání, jimž leží na srdci osud Romů. Šlo o stranu obhajoby etnických menšinových zájmů československých Romů. Požadovala uznání romské národnosti jako samostatné etnické kategorie. Ve volbách v roce 1990 patřila ROI mezi 14 politických subjektů, které kandidovaly společně s Občanským fórem. Počátkem 90. let ROI oficiálně vykazovala 60 000 členů (patrně ale šlo jen o signatáře petice na podporu její registrace, nikoliv organizované členy). Do Federálního shromáždění za ni byl zvolen na Slovensku Gejza Adam, v českých zemích Klára Samková (sama ovšem neromského původu). Strana získala rovněž jedno křeslo v Slovenské národní radě (Anna Koptová) a pět mandátů v České národní radě, kde zasedl mimo jiné Karel Holomek. Ten se ale s ROI rozešel a ustavil vlastní občanské sdružení Společenství Romů na Moravě.
V období let 1990-1992 postihly ROI četné vnitřní spory mezi jednotlivými regionálními předáky a názorovými proudy. Někteří poslanci za ROI měli slabou aktivitu v zastupitelských sborech. Emil Ščuka konstatoval, že „Ondřej Giňa prospal svoji poslaneckou kariéru a Dezider Balog z Plzně byl několikrát ukázán v TV jako největší absentér České národní rady“. V ROI se počátkem 90. let projevilo i napětí okolo řešení česko-slovenského státoprávního uspořádání. Gejza Adam vedl na Slovensku v ROI křídlo, které akcentovalo slovenské pozice a samostatnou politickou organizovanost slovenských Romů. V lednu 1991 zaslali jeho stoupenci členům ROI telegram, v němž stálo: „ÚV ROI slovenský zjäzd vás žiadá neúčastnit sa v Brne. Doktor Gejza Adam, Košice.“ Stal se tak v rámci slovenské ROI protivníkem více federálně orientovaného Emila Ščuky. Ščuka na to reagoval následovně: „Na přelomu roku se od nás oddělila názorová skupina kolem poslance FS dr. Adama. Dr. Adam zastával názor, že dojde k osamostatnění Slovenska, tudíž není potřeba federální strany a že jediný politik, který to myslí se všemi dobře, je pan Mečiar.“
ROI měla i vlastní tiskoviny. Byly to noviny Romano kurko (Romský týden), které začaly vycházet brzy po listopadu 1989. Až do roku 1991 je vydávala brněnská společnost Romart. Pak pro nedostatek peněz vydávání listu přestalo, v letech 1992-1995 pak vycházel opět jako týdeník, později měsíčník.
Ve volbách v roce 1992 již ROI kandidovala samostatně, ale získala jen okolo čtvrt procenta hlasů do České národní rady i obou komor Federálního shromáždění a nedosáhla na zisk mandátů. Po rozdělení Československa působila ROI samostatně v obou nástupnických republikách. V roce 2000 je jako předseda Romské občanské iniciativy na Slovensku zmiňován Gejza Adam. Strana na Slovensku zanikla 1. října 2005.
V České republice byl předsedou stále Emil Ščuka, kterého roku 2000 vystřídal Štefan Ličartovský. Strana se účastnila některých celostátních voleb, ale bez úspěchu. V komunálních volbách roku 1994 získala v celém Česku jen 1 mandát. Od přelomu století provázely ROI v Česku vnitřní spory a finanční problémy. Před sněmovními volbami roku 2002 vydal předseda ROI Štefan Ličartovský společné prohlášení se zástupcem nacionalistické Národně demokratické strany (NDS) ohledně řešení sociálních otázek a národním usmíření. Došlo zároveň k uzavření dohody o finanční výpomoci mezi oběma subjekty. Ličartovský dokonce účinkoval ve volebním spotu NDS. V ROI se proti postupu předsedy zvedla vlna kritiky. Štefan Ličartovský odstoupil pak z předsednického postu k 1. dubnu 2003 a nahradil ho Miroslav Karika. ROI zanikla definitivně roku 2009 rozhodnutím Nejvyššího správního soudu z důvodu nepředkládání výročních finančních zpráv. Tehdy se uvádí, že měla 100 členů.

## Volební výsledky
1990 (v koalici s Občanským fórem)
- Volby do České národní rady 1990 - 5 mandátů
- Volby do Slovenské národní rady 1990 - 1 mandát
- Volby do Sněmovny lidu Federálního shromáždění 1990 - 1 mandát
- Volby do Sněmovny národů Federálního shromáždění 1990 - 1 mandát

1992
- Volby do České národní rady 1992 - 16 854 hlasů, 0,26 %, 0 mandátů[11]
- Volby do Sněmovny lidu Federálního shromáždění 1992 - v Česku 17 130 hlasů, 0,26 %, 0 mandátů[12]
- Volby do Sněmovny národů Federálního shromáždění 1992 - v Česku 17 638 hlasů, 0,27 %, 0 mandátů[12], na Slovensku 16 892 hlasů, 0,55 %, 0 mandátů

1994
- Volby do zastupitelstev obcí v Česku 1994 - 13 794 hlasů, 0,01 %, 1 mandát[13]

1996
- Volby do Poslanecké sněmovny Parlamentu České republiky 1996 - nekandidovala

1998
- Volby do Poslanecké sněmovny Parlamentu České republiky 1998 - nekandidovala

1998
- Volby do zastupitelstev obcí v Česku 1998 - 17 691 hlasů, 0,02 %, 2 mandáty[14]

2002
- Volby do Poslanecké sněmovny Parlamentu České republiky 2002 - 523 hlasů, 0,01 %, 0 mandátů[15]

2006
- Volby do Poslanecké sněmovny Parlamentu České republiky 2006 - nekandidovala

2006
- Volby do zastupitelstev obcí v Česku 2006 - 1882 hlasů, 0,00 %, 0 mandátů[16]